# Wien Haidestraße
Wien Haidestraße – przystanek kolejowy w Wiedniu, w Austrii, przystanek S-Bahn. Znajdują się tu 2 perony.